# Campeón de Campeones 1962-63
El Campeón de Campeones 1962-63 fue la XXII edición del Campeón de Campeones que enfrentó al campeón de la Liga 1962-63:  Oro y al campeón de la Copa México 1962-63: Guadalajara. El trofeo se jugó a partido único realizado en el Estadio Olímpico Universitario de la Ciudad de México. Al final de éste, el Club Deportivo Oro consiguió adjudicarse por primera vez en su historia este trofeo.

## Información de los equipos
| Oro         |  |  |  | Campeón de la Primera División de México (1962-63) |
| Guadalajara |  |  |  | Campeón de la Copa México (1962-63)                |

## Previo
El Club Deportivo Guadalajara venía de derrotar al Club de Fútbol Atlante dos semanas atrás, en la final de la Copa México, por marcador de 2 goles a 1. 
Por su parte el Club Deportivo Oro se encontraba realizando una gira por distintas ciudades de los Estados Unidos, como parte del torneoInternational Soccer League al que fueron invitados. Después de disputar el partido de Campeón de campeones, el equipo áureo viajaría de regreso a la unión americana, específicamente a a la ciudad de Chicago, donde disputaría su siguiente duelo contra el SC Preußen Münster.

## Partido
El partido se jugó el día 16 de junio de 1963 en el  Estadio Olímpico Universitario de la Ciudad de México, que lucía un lleno con más de setenta mil aficionados. La primera jugada de peligro del partido fue producida por el Guadalajara, un disparo de Isidoro Díaz pasó rozando el travesaño de la portería del Oro. Fue hasta el minuto 8 que el Oro logró acercarse a la portería rival, pero a diferencia de los rojiblancos, los áureos si supieron aprovechar su oportunidad y anotaron por conducto de Ramiro Navarro, quien conectó un cabezazo al centro mandado por Amaury Epaminondas. El Guadalajara empató tan sólo 1 minuto después, por medio de Javier Barba.
El segundo gol del Oro caería a los 36 minutos del primer tiempo, una vez más sería Navarro el encargado de anotar, esta vez disparando desde una distancia de 15 metros. El tercer y último gol del encuentro fue obra de Jorge "Tepo" Rodríguez, quien al minuto 40 hizo una pared con Amaury para perder la marca de Sevilla y vencer al "Tubo" Gómez.

### Alineaciones
- Oro: Mota, Ascensio, Barsellos, Chavira, Peña, Ruvalcaba, Rodríguez, Epaminondas, Neco, Nicola y Navarro.

- Guadalajara: Gómez, Chaires, Sevilla, Villegas, Jasso, Moreno, Barba, Ponce, Díaz, Valdivia y Arellano.

### Oro-Guadalajara
| 16 de junio de 1963                     | Oro                            | 3:1 (1:0) | Guadalajara | Estadio Olímpico Universitario, Ciudad de México          |                                                           |
|                                         | Navarro 8' 36' · Rodríguez 40' |           | Barba 9'    | Asistencia: 70 000 espectadores Árbitro(s): Ramiro García | Asistencia: 70 000 espectadores Árbitro(s): Ramiro García |
| Oro Campeón de Campeones 1962-63 (2:0). |                                |           |             |                                                           |                                                           |

| Campeón de Campeones 1962-63 |
| ---------------------------- |
|                              |
| Oro                          |
| 1° Título                    |